# William Faversham

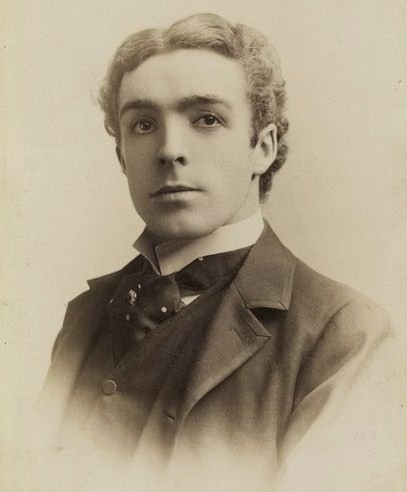
William Faversham (1907)

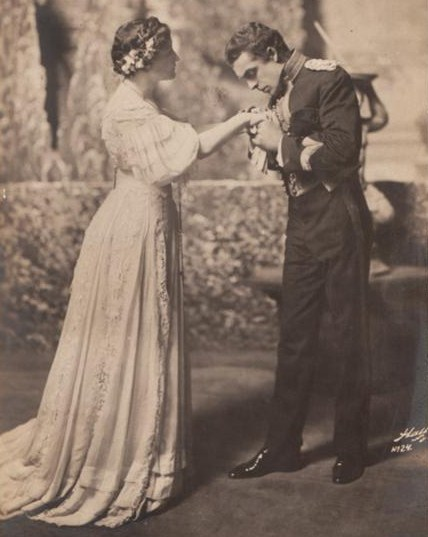
Faversham mit Selene Johnson in dem Theaterstück The Squaw Man (1905)

William Faversham (* 12. Februar 1868 in London, England; † 7. April 1940 auf Long Island, New York) war ein britischer Schauspieler.

## Leben und Karriere
Faversham galt ab Mitte der 1890er-Jahre für mehrere Jahrzehnte als einer der großen Theaterstars der englischsprachigen Welt. Am Broadway spielte er zwischen 1887 und 1931 in über 40 Produktionen, bei denen er in einigen Fällen auch Regie führte. Er war unter anderem 1895 in der Rolle des Algy in der ersten US-Produktion von Oscar Wildes The Importance of Being Earnest zu sehen. 1905 trat er als Hauptdarsteller in der Uraufführung von The Squaw Man auf, einem damals sehr populären und mehrfach verfilmten Westerndrama-Bühnenstück von Edwin Milton Royle. 1915 machte er sein Filmdebüt und spielte auch im Stummfilmkino Hauptrollen, wenngleich sein Hauptaugenmerk weiter auf der Theaterarbeit lag und er als Schauspieler für nur insgesamt 12 Filme vor der Kamera stand. Er wurde dennoch im Jahr 1960 für seine Filmarbeit mit einem Stern auf dem Hollywood Walk of Fame ausgezeichnet.
Der Wechsel in die Charakterrollen mit zunehmendem Alter gelang Faversham weniger. Seine Broadway-Engagements ließen nach, sodass er auch in reisenden Theatergruppen spielen musste. In den 1930er-Jahren spielte er noch einige würdevoll erscheinende Nebenrollen im Kino. Durch den nachlassenden Erfolg im Alter verlor er auch sein zuvor beträchtliches Vermögen, 1935 musste er sich bankrott erklären lassen. Nach seinen letzten Filmen zog er 1937 in ein Altersheim für finanzschwache Schauspieler, wo er bis zu seinem Tod drei Jahre später zurückgezogen lebte.

## Filmografie
- 1915: The Right of Way
- 1915: One Million Dollars
- 1919: The Silver King
- 1920: The Man Who Lost Himself
- 1920: The Sin That Was His
- 1924: The Sixth Commandment
- 1934: Lady by Choice
- 1934: Secret of the Chateau
- 1935: Mystery Woman
- 1935: Jahrmarkt der Eitelkeiten (Becky Sharp)
- 1937: The Singing Buckaroo
- 1937: Arizona Days